# Pływanie na Igrzyskach Wspólnoty Narodów 2010 – 1500 m stylem dowolnym mężczyzn
Pływanie na 1500 metrów stylem dowolnym mężczyzn było jedną z konkurencji pływackich rozgrywanych na Igrzyskach Wspólnoty Narodów 2010 w Nowym Delhi. Eliminacje rozegrano 8, a finał 9 października w SPM Swimming Pool Complex. Złoto zdobył reprezentant Kanady Ryan Cochrane.

## Wyniki

### Eliminacje
Do finału kwalifikowało się ośmiu zawodników z najlepszymi czasami z obu wyścigów eliminacyjnych.
Wyścig 1
| Pozycja | Tor | Zawodnik             | Czas     | Uwagi |
| ------- | --- | -------------------- | -------- | ----- |
| 1       | 5   | Mark Randall         | 15:22.80 | Q     |
| 2       | 3   | Daniel Fogg          | 15:28.80 | Q     |
| 3       | 6   | Richard Charlesworth | 15:48.01 | Q     |
| 4       | 2   | Soon Yeap            | 16:08.40 |       |
| 5       | 7   | Ullalmath Gagan      | 16:14.12 |       |
| 6       | 1   | Zhen Teo             | 16:23.42 |       |
| –       | 4   | Robert Hurley        |          | DNS   |

Wyścig 2
| Pozycja | Tor | Zawodnik        | Czas     | Uwagi |
| ------- | --- | --------------- | -------- | ----- |
| 1       | 4   | Ryan Cochrane   | 15:33.60 | Q     |
| 2       | 5   | Heerden Herman  | 15:35.44 | Q     |
| 3       | 3   | Ryan Napoleon   | 15:37.45 | Q     |
| 4       | 2   | David Davies    | 15:38.89 | Q     |
| 5       | 6   | Sean Penhale    | 15:56.68 | Q     |
| 6       | 8   | Mandar Divase   | 16:22.49 |       |
| 7       | 1   | Jia Ng          | 16:58.80 |       |
| –       | 7   | Thomas Haffield |          | DNS   |

### Finał
| Pozycja | Tor | Zawodnik             | Czas     |
| ------- | --- | -------------------- | -------- |
|         | 3   | Ryan Cochrane        | 15:01.49 |
|         | 6   | Heerden Herman       | 15:03.70 |
|         | 5   | Daniel Fogg          | 15:13.50 |
| 4       | 4   | Mark Randall         | 15:15.40 |
| 5       | 7   | David Davies         | 15:20.38 |
| 6       | 2   | Ryan Napoleon        | 15:28.70 |
| 7       | 8   | Sean Penhale         | 15:39.39 |
| 8       | 1   | Richard Charlesworth | 15:42.77 |